# Diplocephalus mirabilis
Diplocephalus mirabilis är en spindelart som beskrevs av Kirill Yeskov 1988. Diplocephalus mirabilis ingår i släktet Diplocephalus och familjen täckvävarspindlar. Inga underarter finns listade i Catalogue of Life.